# Монталто (Изернија)
Монталто је насеље у Италији у округу Изернија, региону Молизе.
Према процени из 2011. у насељу је живело 248 становника. Насеље се налази на надморској висини од 941 м.